# 吸热反应
吸热反应(Endothermic reaction)是吸收熱量的一类化学反应，与放热反应相对。在吸热反應中，破坏化学键所用的能量大于组成键所释放的能量，其通式为：
反应物 + 能量 → 产物
因此，其焓变（ΔH）大于0。

## 吸热反应的例子
- 绝大多数的分解反应
- 碱与铵盐生成氨气的反应
- 硝酸铵、硝酸鉀(ΔH=34.8kJ/mol)溶解于水